# María Rosa Lida de Malkiel
María Rosa Lida de Malkiel, née à Buenos Aires le 7 novembre 1910 et morte le 25 septembre 1962 à Oakland (Californie), est une philologue, médiéviste et classiciste argentine.

## Biographie

### Enfance
Elle naît au sein d'une famille juive ashkénaze (c'est-à-dire juive d'origine centro-européenne) établie à Buenos Aires. Tout le monde parle le yiddish, mais on s'efforce à faire intégrer aux enfants la culture hispanique, si bien que deux d'entre eux finissent par devenir philologues de la langue espagnole. Maria-Rosa obtient son baccalauréat avec la médaille d'or du Lycée pour jeunes filles Figueroa Alcorta (1927) et de la Faculté de Philosophie et Lettres de l'Université de Buenos Aires (1932, prix de la meilleure diplômée).

### Études et carrière
En 1947, elle obtient son doctorat avec la mention summa cum laude en lettres et philosophie, à l'Institut de philologie, sous la direction d'Amado Alonso (dont elle devient le disciple), de son frère Raimundo Lida (en) et d'Ángel Rosenblat. Elle donne des cours de latin et de grec à la Faculté de lettres et de philosophie de l'université de Buenos Aires.
Elle profite d'une bourse d'études offerte par la Fondation Rockefeller pour aller à Cambridge (Massachusetts) puis à Berkeley (Californie), où elle se marie avec le philologue russe Yákov Malkiel, en 1948, apparenté à deux des grands pères du formalisme russe : Viktor Jirmounsky et Iouri Tynianov. Avec lui, elle édite une version autorisée du Le Dit de la campagne d'Igor (Bs. As., 1967). En 1947, elle soutient une thèse de doctorat sur le poète cordouan Juan de Mena, sous la direction d'Amado Alonso. Ses nombreuses recherches sur l'influence de Flavius Josèphe dans la littérature espagnole seront publiés à titre posthume par son mari. La thèse achevée, elle est publiée sous le titre Juan de Mena, poète de la pré-Renaissance espagnol, Mexique: Le Collège du Mexique, 1950.
Elle devient professeur à l'université Harvard, où elle retrouve son maître Amado Alonso, et commence à élaborer un nouveau projet, L'Originalité artistique de La Célestine. Elle part ensuite pour l'université de Californie à Berkeley puis dans l'Illinois et enfin à Stanford. À cette époque, elle conçoit l'idée de son essai L'idée de la renommée dans le Moyen Âge espagnol, publié au Mexique, aux éditions Fondo de Cultura Económica en 1952. Elle se spécialise en philologie romane, et devient, en 1953, membre correspondante de la Académie royale de la langue espagnole, grâce à la recommandation de Ramón Menéndez Pidal. En 1959, elle est élue à l'Académie des Lettres argentine où elle exerce comme critique. Elle critique par exemple Gilbert Highet pour son livre The Classical Tradition. Greek and Roman Influences on Western Literature, l'accusant d'avoir laissé de côté la culture hispanique dans son œuvre ; ou encore Pierre Le Gentil pour les deux tomes de sa Poésie lyrique espagnole et portugaise à la fin du Moyen Âge. Elle est la première à étudier la satire hispano-romaine d'origine hispanique datant du XIe siècle intitulée Garcineida. On peut aussi noter sa recension de l'œuvre d'Ernst Robert Curtius, Europäische Literatur und lateinisches Mittelalter (1948), publiée dans la revue "Roman Philolgy", critique que l'on peut aujourd'hui retrouver en appendice de l'œuvre de Curtius. Elle est faite docteur honoris causa du Smith College et de l'université de Buenos Aires. Parmi ses travaux d'helléniste figure sa traduction de l'Histoire d'Hérodote (1949) et l'Introduction au théâtre de Sophocle.

### Décès
Après un bref retour en Argentine en 1961 pour réviser les dernières épreuves de L'Originalité artistique, elle meurt d'un cancer à Oakland (Californie), où elle résidait. Yakov Malkiel a édité à titre posthume beaucoup de travaux et de notes inédits de son épouse, ce qui a permis de voir le temps que la philologue avait consacré à l'étude des traces laissées pas Flavius Josèphe dans la littérature espagnole.

## Œuvre

### Études, essais et éditions
- Libro de Buen Amor : sélection. Édition de María Rosa Lida. Buenos Aires: Losada, 1941.
- Introduction au théâtre de Sophocle, Buenos Aires, Losada, 1944.
- « Didon dans la littérature espagnole. Son portrait et sa défense », Revue de philologie hispanique, 4, 1942, pages 209-252 et 313-382.
- Juan de Mena: poète de la pré-renaissance espagnole. Mexique: Collège du Mexique, 1950.
- L'idée de la renommée dans le Moyen Âge castillan. Mexique: FCE, 1952.
- Appendice à Howard Rollin Patch, L'autre monde dans la littérature médiévale (suivi d'un appendice : “La vision de l'outre-tombe dans les littératures hispaniques par María Rosa Lida de Malkiel”.  Mexique: Fondo de Cultura Económica, 1956
- Two Spanish masterpieces: the Book of good love and The Celestina. Urbaine: The University of Illinois Press, 1961. [Traduit par : Deux œuvres maîtresses espagnoles: Le Libro de Buen Amor et La Céléstine. Buenos Aires: Eudeba, 1966].
- L'originalité artistique de «La Celestina». Buenos Aires: EUDEBA, 1962.
- Jérusalem: la question littéraire de son siège et de sa destruction par les romains. Buenos Aires: UBA, Faculté de Philosophie et Lettres, 1972.
- Juan Ruiz: sélection du “Libro de buen amor” et études critiques. Buenos Aires: EUDEBA, 1973.
- Didon dans la littérature espagnole. Son portrait et sa défense, Londres, Tamesis Books, 1974.
- Le conte populaire et autres essais. Buenos Aires: Losada, 1976.
- Études de littérature espagnole et comparée, Buenos Aires: Losada, 1964, réédité à Madrid: José Porrúa Turanzas, 1977.
- Hérode : sa personne, son règne et sa dynastie. Madrid: Castalia, 1977.

### Traductions
- Hérodote, Les Neuf Livres de l'histoire, trad. et étude préliminaire de María Rose Lida de Malkiel, Buenos Aires, W. M. Jackson, 1949.